# Lymantriini
Tribu
Les Lymantriini sont une tribu de lépidoptères (papillons) de la famille des Erebidae et de la sous-famille des Lymantriinae.

## Systématique
La tribu des Lymantriini a été décrite par l'entomologiste anglais George Francis Hampson en 1893.

## Liste des genres
Selon BioLib (12 février 2019) :
- Abakabaka Griveaud, 1976
- Dasychiroides Bethune-Baker, 1904
- Dura Moore, 1879
- Habrophylla Turner, 1921
- Icta Walker, 1855
- Imaus Moore, 1879
- Iropoca Turner, 1904
- Leptocneria Butler, 1886
- Lymantria Hübner, 1819
- Psilochira Toxopeus, 1948